# Young and Dangerous 5
Série
Young and Dangerous 4
(1997) Born to Be King
(2000)
Pour plus de détails, voir Fiche technique et Distribution.
Young and Dangerous 5 (98古惑仔：龍爭虎鬥, 98 Goo waak zai: Lung chang foo dau) est un film d'action hongkongais réalisé par Andrew Lau et sorti en 1998 à Hong Kong.
Cinquième volet de la série des Young and Dangerous, sa suite, Born to Be King (2000), sort deux ans plus tard.

## Synopsis
Chan Ho-nam (Ekin Cheng) est en concurrence avec Szeto Ho-nam du gang Tong Sing (Mark Cheng (en)) pour le contrôle de Causeway Bay. Pendant ce temps, le gouverneur sino-malaisien (Paul Chun) piège Ho-Nam pour fraude à la propriété immobilière.

## Fiche technique
- Titre : Young and Dangerous 5
- Titre original : 98古惑仔：龍爭虎鬥 (98 Goo waak zai: Lung chang foo dau)
- Réalisation : Andrew Lau
- Scénario : Manfred Wong
- Musique : Ronald Ng
- Production : Manfred Wong
- Sociétés de production : BoB and Partners Co. Ltd. (en)
- Sociétés de distribution : Golden Harvest
- Pays d'origine :  Hong Kong
- Langue originale : cantonais
- Format : couleur
- Genre : action et film de gangsters
- Durée : 114 minutes
- Dates de sortie :
  -  Hong Kong : 22 janvier 1998

## Distribution
- Ekin Cheng : Chan Ho-nam
- Shu Qi : Mei Ling
- Chin Ka-lok : Grosse tête
- Wan Chi-shing
- Mark Cheng (en) : Szeto Ho-nam
- Paul Chun : Datuk Chan Ka-nam
- Jerry Lamb : Pou-pan
- Jason Chu : Pelure de banane
- Sandra Ng : Sœur 13
- Alex Man (en) : Chiang Tin-yeung (crédité sous le nom Man Chi-leung)
- Anthony Wong Chau-sang : Tai Fei
- Danny Lee : l'inspecteur Lee
- Chan Chi-fai : le joueur sur le bateau
- Sharla Cheung
- Billy Chow
- Kwan Hoi-san : l'ami de Datuk
- Helena Law : Chan La vieille
- Lee Siu-kei : Kei
- Simon Lui (en)
- Wong Tin-lam (en) : Oncle Sept
- Wan Yeung-ming (en) : Ben Hon
- Wong Chi-yeung
- Wong Man-wai (en) : l'accusateur de Datuk
- Ronald Wong